# 圣波洛马泰塞
圣波洛马泰塞（義大利語：San Polo Matese），是意大利坎波巴索省的一个市镇。总面积17平方公里，人口485人，人口密度28.5人/平方公里（2009年）。ISTAT代码为070071。